# Val Bregaglia

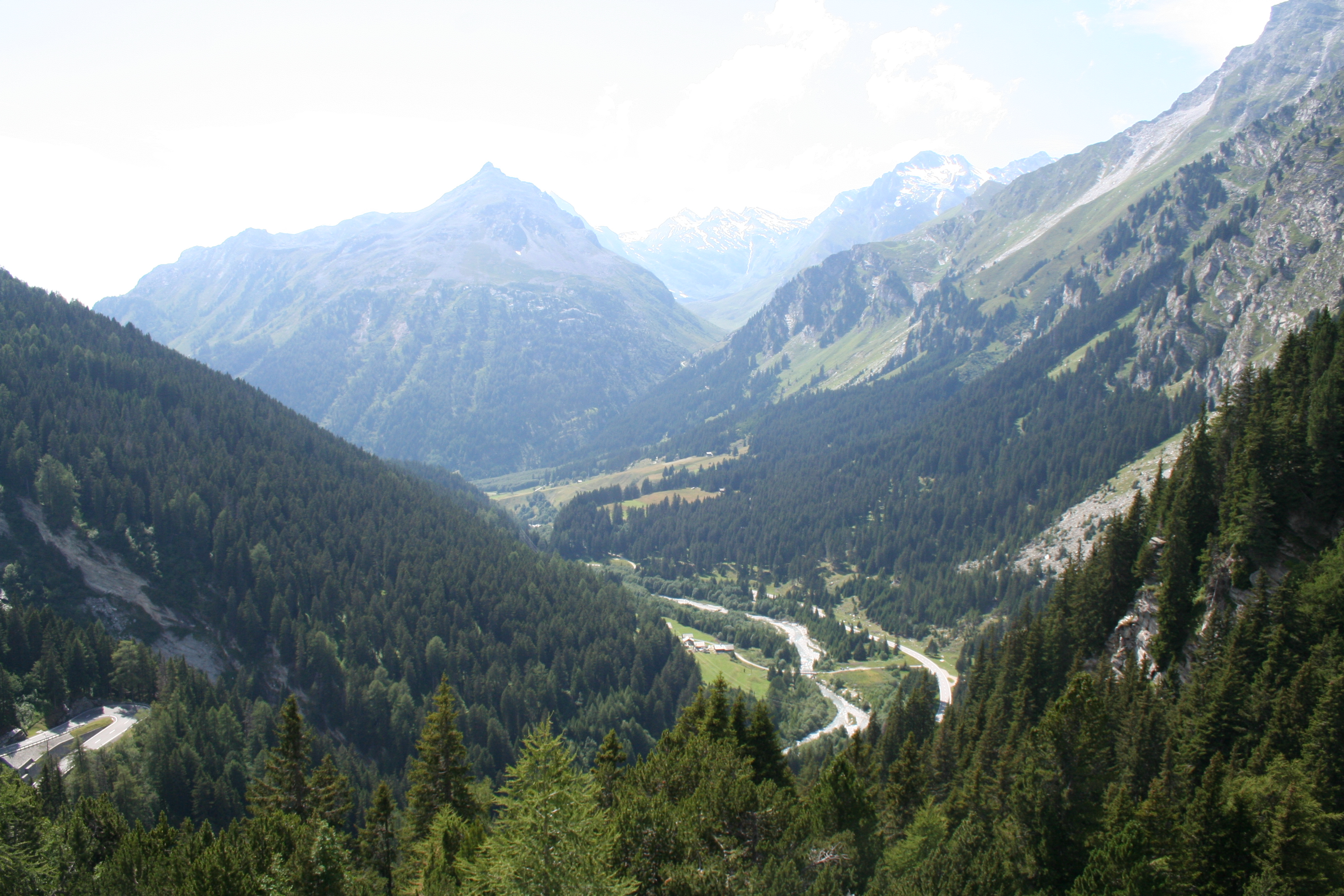
Översta delen av Val Bregaglia, sedd från Malojapasset.

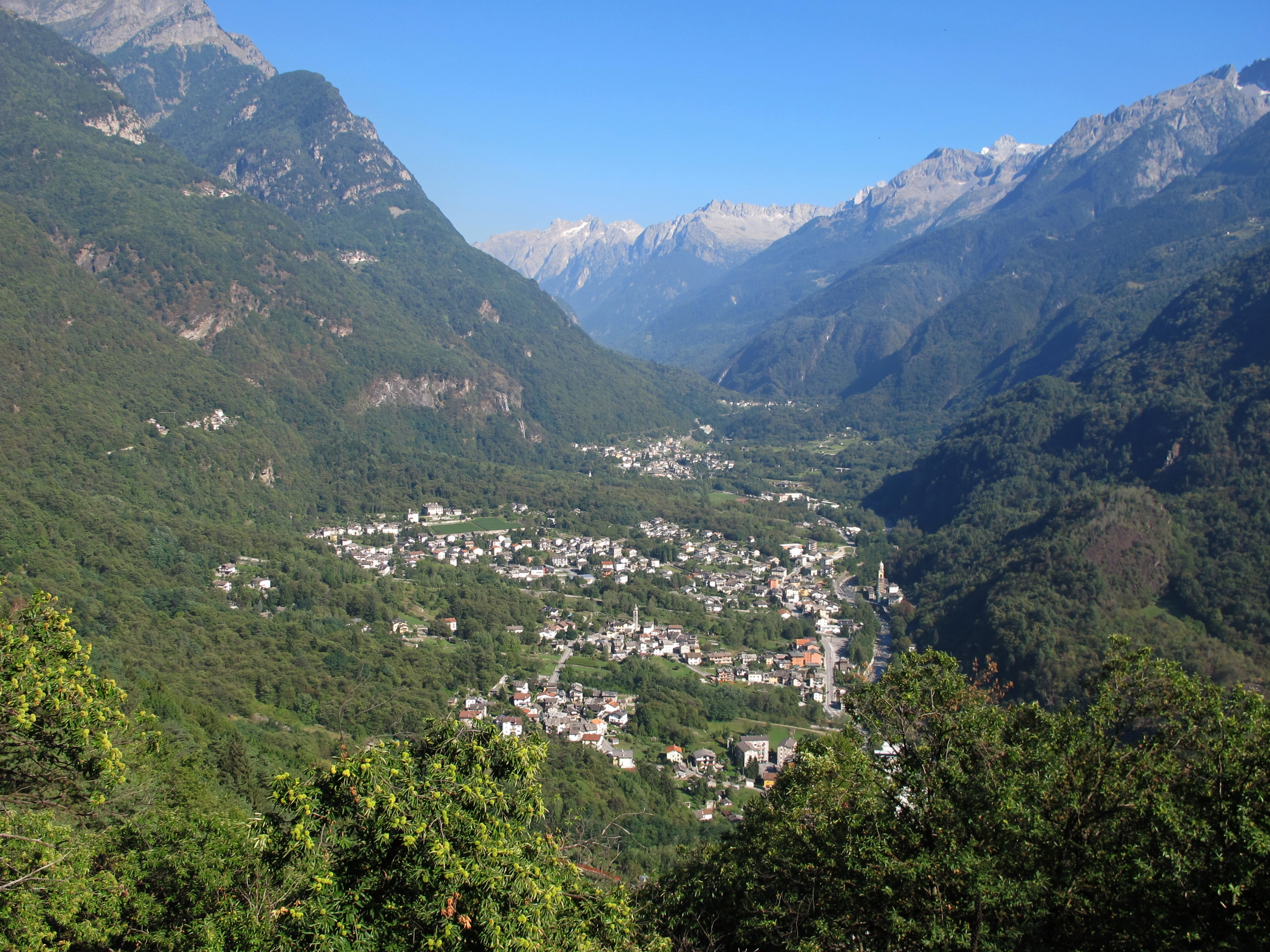
Piuro i nedre delen av dalen.

Val Bregaglia (italienska; lokal dialekt Val Bargaja tyska Bergell) är en dalgång i Alperna. Övre delen hör till den schweiziska kantonen Graubünden, medan den nedre delen hör till den italienska provinsen Sondrio. Söder om dalen ligger Bregagliabergen som fått sitt namn från dalen.

## Politisk indelning
Den schweiziska delen av dalen utgör en enda kommun, Bregaglia, medan den italienska delen är fördelad på de två kommunerna Piuro och Villa di Chiavenna. Vid ingången till Val Bregaglia, där den mynnar i dalen Valchiavenna, ligger staden Chiavenna. 

## Språk
Officiellt språk är italienska i hela dalen. Till vardags talar de flesta lombardiska dialekter som skiljer sig åt i de olika delarna av dalen. I den schweiziska delen talas bargajot, som är en övergångsdialekt mellan lombardiska och rätoromanska.

## Religion
På den schweiziska sidan av gränsen genomfördes reformationen i kyrkorna under perioden 1532-1552. Den italienska sidan har i allt väsentligt förblivit katolsk.
- Wikimedia Commons har media som rör Val Bregaglia.